# Arthur Chatto
Arthur Robert Nathaniel Chatto (Londres, 5 de fevereiro de 1999) é um aristocrata britânico. Ele é o filho mais novo de Lady Sarah Chatto e de seu marido, Daniel Chatto. É o segundo neto da princesa Margarida, Condessa de Snowdon, sendo, portanto, sobrinho-neto da rainha Isabel II do Reino Unido. Ele ocupa o 30.° lugar na  linha de sucessão ao trono britânico.

## Família
Arthur é o filho caçula da Lady Sarah Chatto e de seu marido, Daniel Chatto. Sendo por parte de mãe, o segundo neto da princesa Margarida, Condessa de Snowdon; ele é um sobrinho-neto da rainha Isabel II do Reino Unido.
O Arthur possui um irmão mais velho: o Samuel.
Ele ocupa o 29° linha de sucessão ao trono britânico.

### Relacionamentos
Em setembro de 2018, foi confirmado publicamente que Arthur está namorando Lizzie Friend, sua colega na Universidade de Edimburgo. Os dois com frequencia postam fotos juntos nos seus perfis oficias no instagram. Em junho de 2018, foi a primeira vez que o casal participou juntos de um evento público durante uma corrida de cavalos no Royal Ascot, ao lado da família de Arthur.

## Educação
No ensino secundário, foi aluno da famosa Eton College.
Entre 2017 e 2020, frequentou a Universidade de Edimburgo, inicialmente História da arte, mas trocou para cursar Geografia.

## Trabalho
Arthur é personal trainer e trabalha como instrutor da academia "Bound Fitness", localizada na cidade de Edimburgo, capital da Escócia.
Devido a Pandemia de COVID-19, Arthur passou a organizar sessões de live streaming de exercícios físicos nas redes sociais, em principal na da academia onde trabalha.

## Pajem de honra
Entre 2009 até 2015, Arthur serviu de pajem de honra da sua tia-avó a rainha reinante Isabel II do Reino Unido, durante as aberturas do Parlamento do Reino Unido, uma posição cerimonial distinta que envolve o comparecimento a ocasiões de estado, onde o pajem de honra carrega a cauda do vestido da rainha.